# كريس كوين (لاعب كرة قدم)
كريس كوين (بالإنجليزية: Chris Coyne)‏ هو لاعب كرة قدم أسترالي في مركز الدفاع، ولد في 20 ديسمبر 1978 في بريزبان في أستراليا. شارك مع منتخب أستراليا تحت 17 سنة لكرة القدم ومنتخب أستراليا تحت 23 سنة لكرة القدم ومنتخب أستراليا لكرة القدم. أما مع النوادي، فقد لعب مع كولتشستر يونايتد ونادي برث غلوري ونادي برث ونادي برينتفورد ونادي دندي ونادي ساوثيند يونايتد ونادي لوتون تاون ووست هام يونايتد.

## وصلات خارجية
- كريس كوين على موقع الاتحاد الدولي (مؤرشف)  (الإنجليزية)
- كريس كوين على موقع قاعدة بيانات كرة القدم.إي يو (الإنجليزية)
- كريس كوين على موقع ناشيونال فوتبول تيمز (الإنجليزية)
- كريس كوين على موقع Soccerbase.com (لاعب) (الإنجليزية)
- كريس كوين على موقع عالم كرة القدم.نت (الإنجليزية)